# حفل توزيع جوائز الأوسكار الخامس والعشرون
حفل توزيع جوائز الأوسكار الخامس والعشرون (بالإنجليزية: 25th Academy Awards)‏ هو حدث نظمته أكاديمية فنون وعلوم الصور المتحركة لتكريم أفضل الأفلام لسنة 1952. أقيم الحفل بتاريخ 19 مارس، 1953 في مسرح آر. كي. كو. بانتجس، هوليوود، كاليفورنيا. قامت شبكة هيئة الإذاعة الوطنية ببثّ الحفل، وقدّمه بوب هوب. في هذه الدورة، فاز فيلم أعظم العروض على وجه الأرض بجائزة أفضل فيلم، وحاز الممثّل غاري كوبر على جائزة أفضل ممثّل، ونالت الممثلة شيرلي بوث جائزة أفضل ممثّلةٍ، وكانت جائزة الأوسكار لأفضل مخرج من نصيب المخرج جون فورد.
أكثر الأفلام ترشيحاً للحصول على جوائز كانت فيلم ظهيرة مشتعلة، وفيلم مولان روج وفيلم الرجل الهادىء حيث تلقّين 7 ترشيحات، بينما أكثرها فوزاً كان فيلم السيء والجميلة حيث فاز بـ 5 جوائز.

## الجوائز
- جائزة أفضل فيلم:

أعظم العروض على وجه الأرض
- جائزة أفضل مخرج:

جون فورد
- جائزة أفضل ممثّل:

غاري كوبر
- جائزة أفضل ممثّلة:

شيرلي بوث
- جائزة أفضل ممثّل مساعد:

أنتوني كوين
- جائزة أفضل ممثّلة مساعدة:

غلوريا غراهام
- جائزة أفضل سيناريو مقتبس:

السيء والجميلة
- جائزة أفضل موسيقى تصويريّة:

بأغنية في قلبي - ظهيرة مشتعلة
- جائزة أفضل تأثيرات بصريّة:

مغامرة بليموث
- جائزة أفضل خلط أصوات:

حاجز الصوت

## وصلات خارجية
- حفل توزيع جوائز الأوسكار الخامس والعشرون على موقع IMDb (الإنجليزية)
- حفل توزيع جوائز الأوسكار الخامس والعشرون على موقع ميوزك برينز (الإنجليزية)
- الموقع الرسمي لجوائز الأكاديمية.
- الموقع الرسمي لأكاديمية فنون وعلوم الصور المتحركة.
- قناة جوائز الأوسكار على موقع يوتيوب (تُديره أكاديمية فنون وعلوم الصور المتحركة).
- مقتطفات فيديو من أكاديمية فنون وعلوم الصور المتحركة.